# Ситгик Стэдиум
«Ситгик Стэдиум» (англ. SeatGeek Stadium) — футбольный стадион, расположенный в юго-западном пригороде Чикаго, селении Бриджвью, штата Иллинойс, США. Домашний стадион женского профессионального футбольного клуба «Чикаго Ред Старз», выступающего в Национальной женской футбольной лиге. До 2018 года стадион назывался «Тойо́та Парк». До 2019 года являлся домашним стадионом футбольного клуба «Чикаго Файр», выступающего в MLS.

## Стадион

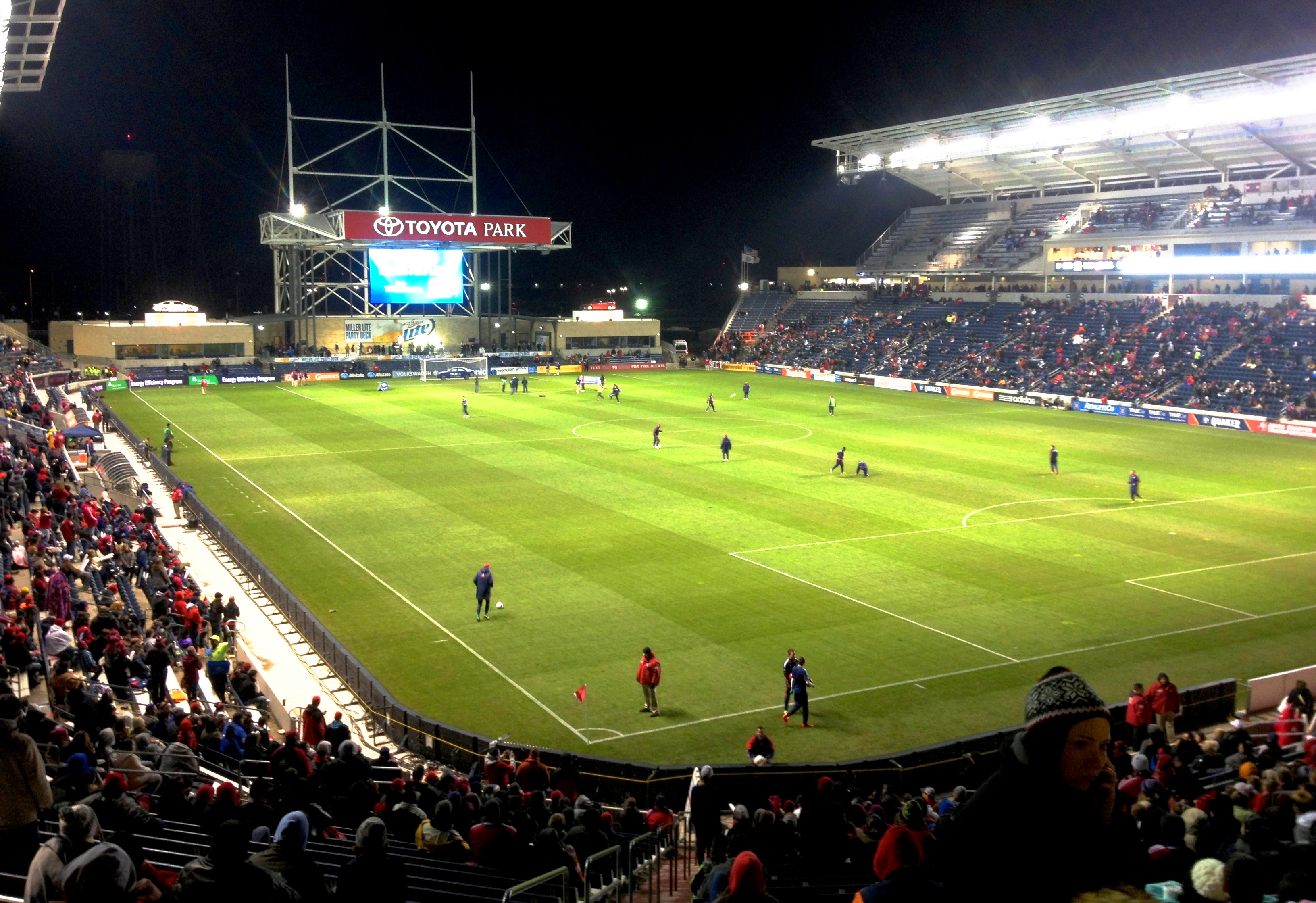
Стадион «Тойота Парк» в марте 2013 года

«Тойота Парк» расположен в 20 километрах к юго-западу от даунтауна Чикаго. Стадион был спроектирован с традиционными характеристиками американских и европейских спортивных арен. Фасад стадиона выложен из кирпича, его украшают каменные арки центрального входа. Большинство зрительских мест находятся под навесом. Болельщики, сидящие в первом ряду, находятся менее чем в трёх метрах от игрового поля. На стадионе располагаются 42 ложи VIP, 6 корпоративных боксов и банкетный зал на 630 м² с баром и видом на поле. Также на стадионе находится «Зал футбольной славы Иллинойса», отмечающий почти столетнюю историю футбола в штате Иллинойс.
Первоначально стадион назывался «Бриджвью Стэдиум». В 2006 году, компания Тойота подписала спонсорское соглашение на десять лет на право переименовать стадион в «Тойота Парк».
19 апреля 2018 года власти Бриджвью объявили о покупке прав на название стадиона компанией SeatGeek. Переименование стадиона в «Ситгик Стэдиум» состоится со вступлением соглашения в силу после финальной домашней игры «Чикаго Файр» в сезоне 2018. Условия сделки оглашены не были, однако по оценке Bloomberg плата будет составлять между 2,5 и 4 млн долларов в год.
9 июля 2019 года было официально объявлено, что «Чикаго Файр» больше не будет проводить свои домашние матчи на «Ситгик Стэдиум», начиная со следующего сезона. За расторжение договора аренды, который первоначально действовал до сезона 2036, клуб заплатит Бриджвью 65,5 млн долларов.
Клуб «Чикаго Ред Старз» выступал на «Тойота Парк» в 2009—2010 годах как участник Женской профессиональной футбольной лиги, в 2016 году клуб вернулся на стадион в качестве участника Национальной женской футбольной лиги.
Помимо футбольных матчей на стадионе проходят турниры по регби и концерты популярных музыкальных групп.
В прошлом на стадионе также выступала команда «Чикаго Машин» из профессиональной лиги по лякроссу.

## Важные спортивные события
| Дата             | Сборные                              | Соревнование                           |
| ---------------- | ------------------------------------ | -------------------------------------- |
| 5 августа 2006   | Звёзды MLS 1:0 Челси                 | «Матч всех звёзд MLS 2006»             |
| 27 сентября 2006 | Чикаго Файр 3:1 Лос-Анджелес Гэлакси | Финал Открытого кубка США 2006         |
| 10 сентября 2008 | США 3:0 Тринидад и Тобаго            | Отборочный турнир чемпионата мира 2010 |
| 11 октября 2016  | Мексика 1:0 Панама                   | Товарищеский матч                      |

27 ноября 2010 года на стадионе проводился отборочный матч женского чемпионата мира 2011 года между сборными США и Италии, завершившимся победой США 1:0.